# NGC 6596
NGC 6596 је расејано звездано јато у сазвежђу Стрелац које се налази на NGC листи објеката дубоког неба.
Деклинација објекта је - 16° 39' 0" а ректасцензија 18h 17m 33,0s. Привидна величина (магнитуда) објекта NGC 6596 износи 14,5. NGC 6596 је још познат и под ознакама OCL 41.